# Golf Platja de Pals
Golf Platja de Pals is een Spaanse golfclub aan de Costa Brava ten zuidoosten van Girona.
In het begin van de 70'er jaren stellen Baltasar Parera Vilar en zijn echtgenote Doña Rosa Coll Llach land ter beschikking voor de aanleg van een 9-holes golfbaan. Ze financieren ook het clubhuis en het onderhoud. Platja de Pals is de oudste golfbaan uit deze regio.
Het landschap bestaat uit lage duinen waarop voor de Tweede Wereldoorlog bossen van pijnbomen zijn geplant. Die zorgen er nu voor dat de fairways goed van elkaar gescheiden zijn. In 1966 breidt Fred Hawtree de baan uit tot 18-holes.

## Internationale toernooien
Op Pals zijn verschillende (inter)nationale toernooien gespeeld, o.a.:
- De Europese Tour komt in 1972 langs met Open de España, dat gewonnen wordt door Antonio Garrido na een play-off tegen Tom Linskey, John O'Leary, Eddie Polland en de amateur Roman Taya. Het is dan nog maar een driedaags toernooi.
- 1991: Girona Open, gewonnen door Steven Richardson
- 1996: EK Senioren Dames Kampioenschap
- In 2000 en 2001 werden op Pals de voorkwalificaties van de Tourschool gehouden, in 2002, 2003 en 2004 worden de Final Stages hier gespeeld.
- 2008: Spaans Amateur Kampioenschap